# Zentralverband Deutsches Kraftfahrzeuggewerbe
Der Zentralverband Deutsches Kraftfahrzeuggewerbe e. V. (ZDK) ist die Interessenvertretung der angeschlossenen deutschen Automobilhändler und -werkstätten. Die Verbandsarbeit umfasst die Modalitäten der Zusammenarbeit zwischen Kfz-Gewerbe und Industrie sowie steuer-, sozial- und verkehrspolitische Themen. Darunter fallen die Mitarbeit an der Gesetzgebung, Einsatz für Händlerschutzbestimmungen sowie die Organisation von Ausbildung und Qualifikation im Kfz-Gewerbe. Der ZDK ist auf Bundesebene in ständigem Dialog mit Bundesministerien und Behörden, Politikern sowie Entscheidungsträgern wichtiger Verbände und Institutionen. Auf europäischer Ebene vertritt der ZDK die Mitgliederinteressen in der Alliance of European Car Dealers and Repairers (AECDR). 
Der 1909 gegründete Verband hat seinen Hauptsitz in Bonn, unterhält eine Geschäftsstelle in Berlin und eine Geschäftsstelle in Brüssel. Sein Präsident ist seit 2025 Thomas Peckruhn. Dem Zentralverband gehören 14 Landesverbände und 35 Markenverbände an. In den Landesverbänden sind wiederum 235 Innungen organisiert. Das Kfz-Gewerbe umfasst bundesweit ca. 36.170 Kfz-Betriebe. Zum ZDK gehören neben dem Zentralverband des Kraftfahrzeughandwerks (ZVK) auch die Wirtschaftsgesellschaft des Kraftfahrzeuggewerbes mbH und die Gesellschaft zur Förderung des Kraftfahrzeugwesens mbH. Ordentliches Mitglied im ZDK ist auch der Zentralverband Karosserie- und Fahrzeugbautechnik e. V. (ZKF). Dort sind 3.200 Karosserie-, Fahrzeugbau- und Lackier-Fachbetriebe mit rund 40.000 Mitarbeitern organisiert.
Dem ZDK gehören 14 Landesverbände an, die jeweils die Kfz-Innungen in den jeweiligen Ländern vertreten.
Der ZDK ist gemäß Lobbyregistergesetz im Lobbyregister unter der Registernummer R001246 eingetragen.

## Geschichte
Die Gründung eines „Automobil-Händler-Verbandes für Rheinland und Westfalen“ erfolgte am 17. November 1909 in Köln. In der Folge kam es zu einer Ausdehnung des Verbandes auf das gesamte deutsche Wirtschaftsgebiet. Am 19. Februar 1910 wurde der „Deutsche Automobilhändler-Verbande (DAHV)“ in Berlin gegründet. Zweck des Verbandes war die „Vertretung der wirtschaftlichen Interessen des deutschen Kraftfahrzeughandels, des Kraftfahrzeug-Zubehörhandels, der Garagenbetriebe und Reparaturwerkstätten“. Erster Vorsitzender war Ludwig Buchkremer.
Ab Ende der 1910er Jahre wurden gegen den Widerstand der Schlosser-, Schmiede- und Mechanikerinnungen die heute ältesten (lokalen) Innungen des Kraftfahrzeuggewerbes gegründet. Dies waren 1918 die Innung in Dresden, im selben Jahr jene in Berlin als „Interessengemeinschaft Groß-Berliner Autoreparaturwerkstätten e. V.“ sowie die Innung in Gießen im Jahr 1921. Ab 1922 gehörte der Verein mit 1433 Mitgliedsbetrieben zu den größten wirtschaftlichen Fachverbänden Deutschlands.
Am 16./17. April 1928 wurde der Verband in „Reichsverband des Kraftfahrzeughandels und -gewerbes e. V.“ (RDK) umbenannt. Mit der Gründung des „Reichsinnungsverband für das Kraftfahrzeughandwerk“ am 1. Mai 1935 in Berlin wurde das Kfz-Reparaturgewerbe erstmals offiziell als eigenständiges Handwerk anerkannt. Damit erfolgte auch erstmals eine organisatorische Trennung von Handel und Handwerk und das Ausscheiden des Handwerkes aus dem DAHV. Hauptgeschäftsführer war Kaspar Aßhoff, Reichsinnungsmeister war Friedrich Stupp.
Unter den Nationalsozialisten erfolgte 1935 die „Gleichschaltung“ des DAHV. Der Verband wurde zwangsweise als „Fachgruppe Kraftfahrzeuge, Kraftstoffe und Garagen“ ein Glied der „Wirtschaftsgruppe Einzelhandel“ und Bestandteil der „Reichsgruppe Handel“. 1938 gab es eine verbindliche Einführung neuer „Einheitsbedingungen für den Verkauf von Kraftfahrzeugen“ für Kraftfahrzeugindustrie und -handel. Nach dem Zweiten Weltkrieg wurde 1946 eine parallel agierende „Interessengemeinschaft des Kfz-Handwerks“ gegründet. Die Kraftfahrzeughandelsverbände in der Französischen Besatzungszone traten 1950 dem Verband der Bizone (US-amerikanische und britische Besatzungszone) in Frankfurt bei. Es entstand der „Zentralverband des Kraftfahrzeughandels und -gewerbes e. V.“ (ZDK). Außerdem wurde ein gemeinsames Vorgehen beider Verbände bei der Interessenvertretung beschlossen.
1951 erfolgte der Anschluss des Zentralverbandes an den 1947 im schwedischen Sundsvall gegründeten Kfz-Weltverband IOMTR ("International Organisation for Motor Trades and Repairs"). Aufgrund der 1953 erlassenen Handwerksordnung kam es 1955 zu einer Neustrukturierung der Handwerksverbände. Innungen, Kreishandwerkerschaften und Handwerkskammern wurden Körperschaften des öffentlichen Rechts. Es entstand der „Zentralverband des Kraftfahrzeughandwerks“ als Dachorganisation der Landesinnungsverbände. 1966 verbanden sich beide Vereine zur „Bundesvereinigung des Kraftfahrzeuggewerbes“. Die Fusion beider Vereine erfolgte 1978, der neue gemeinsame Verband hieß nun „Zentralverband des Kraftfahrzeuggewerbes“ mit den beiden Fachverbänden Kfz-Handel und Kfz-Handwerk. 1990 wurde der Verband in „Zentralverband Deutsches Kraftfahrzeuggewerbe“ (ZDK) umbenannt.

## Akademien

### Akademie Deutsches Kfz-Gewerbe (TAK)
Die Akademie Deutsches Kraftfahrzeuggewerbe führt Management- und Technikseminare für das gesamte Kraftfahrzeuggewerbe durch. Die Fortbildungsmaßnahmen werden in ein- und zweitägigen Seminaren/Schulungen vermittelt. Die Veranstaltungen werden dezentral, d. h. im gesamten Bundesgebiet, durchgeführt und sind somit für jeden leicht erreichbar.

### Bundesfachschule für Betriebswirtschaft im Kfz-Gewerbe (BFC)
Die Bundesfachschule für Betriebswirtschaft im Kraftfahrzeuggewerbe in Northeim ermöglicht eine markenübergreifende Ausbildung zum Kfz-Betriebswirt. Die Akademie bietet künftigen Nachwuchs- und Führungskräften sowie Unternehmensnachfolgern des Kfz-Gewerbes Know-how in der Automobilwirtschaft. Die Lerninhalte reichen von Betriebs- und Volkswirtschaftslehre bis zu Arbeits- und Wirtschaftsrecht sowie Kfz-Unternehmensführung.

## Präsidenten

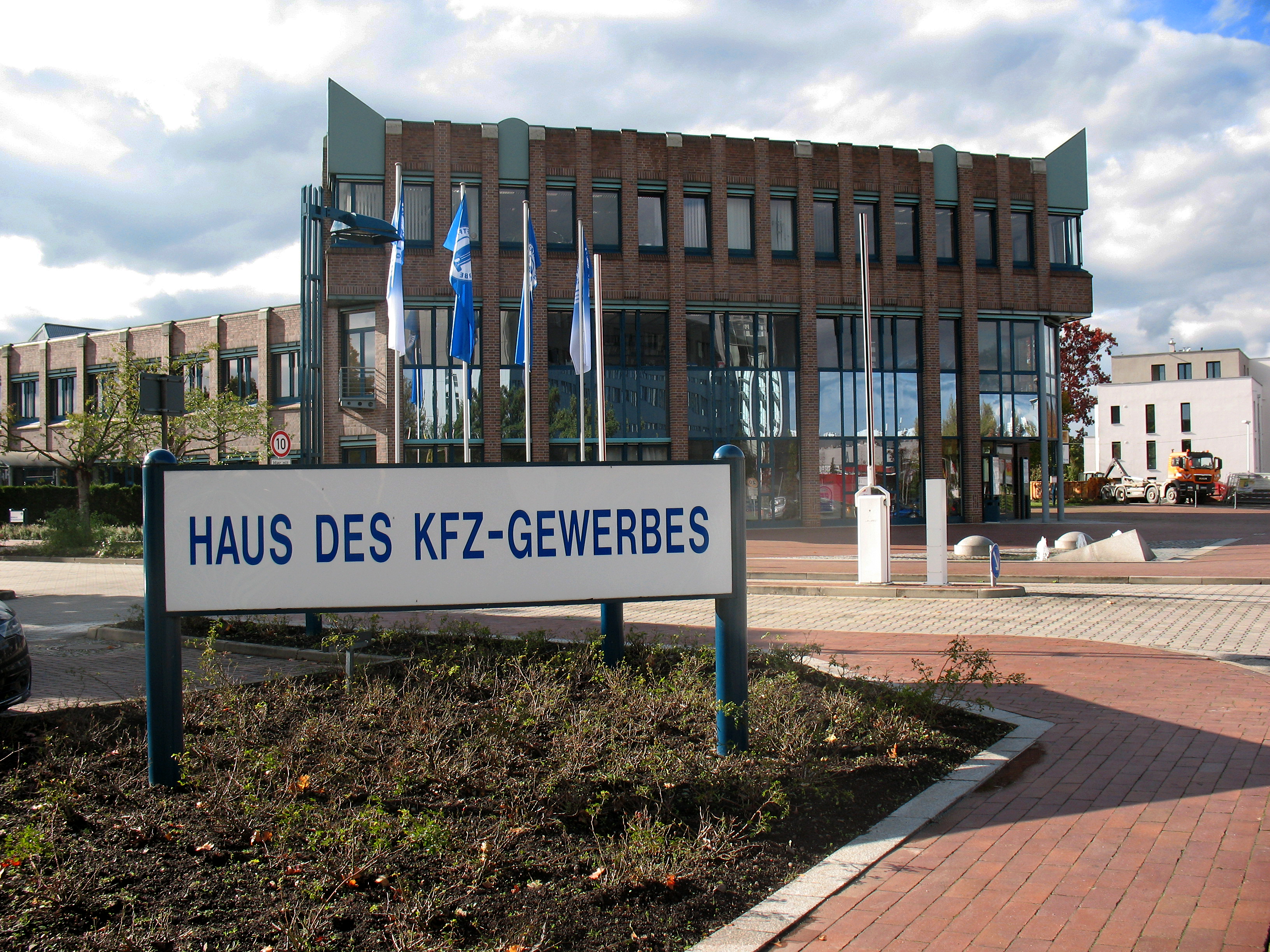
Haus des Kfz-Gewerbes Dresden

ab 1978:
- Ernst Müller-Hermann (1978–1984)
- Fritz Haberl (1978–1990)
- Bernhard Enning (1990–1996)
- Rolf Leuchtenberger (1996–2006)
- Robert Rademacher (2006–2014)
- Jürgen Karpinski (2014–2023)
- Arne Joswig (2023–2025)
- Thomas Peckruhn (seit 2025)